# شب‌به‌شب
کیم بوم سانگ (با بازی لی دانگ گان) استاد دانشگاه هنر بوده که به دلیل کمبود ارتباط با خانواده اش بیشتر به کارش فکر می کند.آن در زمینه باستان‌شناسی تخصص به دست آورده و دلش می خواد در دنیا معروف شود .
هر چو هی (با بازی کیم سون-آه) به عنوان مدیر بخش دزدی‌های فرهنگی کار می‌کند تا بتواند پدرش رو پیدا کند.پدر او آدمی بوده که خیلی به فرهنگ احترام گذاشته و آثار باستانی رو نگهداری میکرده و بدینگونه اشیایی را که به مدت ۷ سال گم شده بود را پیدا می کرد .
محور اصلی این سریال در مورد مسائل فرهنگی یه کشور بوده که با عشق و طنز و شوخی در آمیخته می‌شود .

## بازیگران
- کیم سون-آه در نقش هو چو هی
- لی دانگ گان در نقش کیم بوم سانگ
- کیم جونگ هوا در نقش وانگ جو هیون
- لی جو هیون در نقش کانگ شی وون

## پخش
این سریال با دوبله فارسی در کانال فارسی۱ پخش شده است.